# Defekografia
Defekografia (proktodefekografia, ang. defecography, dynamic rectal examination, DRE) – badanie radiologiczne polegające na obserwacji aktu defekacji z wykorzystaniem promieniowania rentgenowskiego.
Badanie to – jako pomiar dynamiczny (trwający w czasie) – jest z reguły rejestrowane w postaci pliku filmowego (wideoproktografia). 
Najczęściej jest wykonywana w diagnostyce dyssynergii dna miednicy, gdyż pozwala na obserwację zachowania kąta Parksa w trakcie defekacji (w przypadkach dyssynergii kąt Parksa nie zmienia się lub nie ulega zwiększeniu). Ponadto stosowana jest w diagnostyce rectocele, enterocele, wgłobienia odbytniczo-odbytniczego, zespołu nadmiernego obniżenia krocza.

## Wykonanie
Badanie powinno być wykonane w warunkach imitujących warunki fizjologiczne. Nie wymaga specjalnego przygotowania pacjenta. Po wypełnieniu prostnicy około 300 ml papki barytowej o konsystencji kału (według innych źródeł 250 ml mieszanki papki barytowej i mączki ziemniaczanej), badany sadzany jest na krzesełku, umożliwiającym wypróżnienie pod kontrolą promieni rentgenowskich. Wykonuje się zdjęcia (lub lepiej rejestruje się w postaci pliku filmowego) w trakcie spoczynku, wstrzymywania stolca oraz samej defekacji. U kobiet dodatkowo stosuje się żele lub gąbki nasączone środkiem kontrastującym w celu lepszego zobrazowania tylnej ściany pochwy.

## Ocena
Podczas defekografii ocenia się w różnych fazach aktu defekacji następujące parametry:
- kąt odbytowo-odbytniczy
- obniżenie dna miednicy
- średnica bańki odbytnicy
- średnica kanału odbytu
- długość kanału odbytu
- zdolność opróżniania bańki odbytnicy